# Diego Junqueira
Diego Junqueira (ur. 28 grudnia 1980 w Tandil) – argentyński tenisista.

## Kariera tenisowa
Jako zawodowy tenisista Junqueira występował w latach 2001–2013.
W grze pojedynczej wystąpił we wszystkich turniejach wielkoszlemowych.
W singlu wygrał również 6 turniejów o randze ATP Challenger Tour.
W rankingu gry pojedynczej Junqueira najwyżej był na 68. miejscu (9 marca 2009), a w klasyfikacji gry podwójnej na 156. pozycji (27 września 2010).